# Roman Valent
Roman Valent (* 8. Juli 1983 in Zürich) ist ein ehemaliger Schweizer Tennisspieler.

## Karriere
Valent erzielte als Junior vielversprechende Erfolge. 2001, in seinem letzten Jahr mit Juniorenstatus zog er zunächst ins Viertelfinale der Australian Open ein. Ein halbes Jahr später folgte sein größter Erfolg, als er in Wimbledon nach Siegen im Halbfinale gegen Wang Yeu-tzuoo und im Finale gegen Gilles Müller den Titel gewann. Das Finale fand an seinem 18. Geburtstag statt. In der Junior-Rangliste stieg er bis auf Platz 3.
Im Jahr 2002 schaffte Valent den Einzug in die Top 500 der Tennisweltrangliste, nachdem er auf der drittklassigen ITF Future Tour drei Finals erreichte und eines davon zu seinem ersten Titel umwandeln konnte. Auch zu Auftritten auf der höherdotierten ATP Challenger Tour kam es, wo er deutlich über ihm notierte Spieler wie Gorka Fraile, John van Lottum, Nicolas Mahut oder Alexander Peya schlagen konnte. In Aschaffenburg erreichte er sein erstes Challenger-Viertelfinale. Im Februar 2003 war er mit Platz 300 auf seinem Höchstwert in seiner Karriere notiert. Nach zwei Finals bei Futures sowie weiteren Siegen gegen Spieler aus den Top 150 der Welt wie Richard Gasquet (126) oder Jan Vacek (132) und zwei Challenger-Viertelfinals in Aschaffenburg und Bristol hielt er sich 2003 in den Top 400. 2005 gewann er seinen zweiten und letzten Future-Titel; im Doppel gewann er 2003 und 2005 jeweils ein Future. 2005 stand er mit Stéphane Bohli im Doppelfinale des Challengers von Genf.
In den folgenden Jahren wurde Valent durch schwere Verletzungen der Schulter oder Knie sowie Pfeiffersches Drüsenfieber zurückgeworfen. 2006 bis 2008 spielte er kaum. 2009 gab er ein Comeback und konnte sich zunächst an sein Best Ranking annähern. In der Qualifikation des ATP-Tour-Events in Metz gewann er alle drei Matches und erreichte sein einziges Einzel-Hauptfeld seiner Karriere. Dort unterlag er Marc Gicquel. In der Qualifikation von Basel gewann er mit Frederico Gil gegen den 68. der Weltrangliste, schaffte es aber dennoch nicht ins Hauptfeld. 2010 erreichte er zweimal – in Bergamo und León ein Challenger-Viertelfinale. Im November des Jahres spielte er sein letztes Turnier. 2012 trat er als Profi nach einer weiteren Knieverletzung endgültig vom Profisport zurück.
Seitdem arbeitet er als Tennistrainer für Junioren und leitet die progressive tennis academy in Zürich.